# Chemical Society

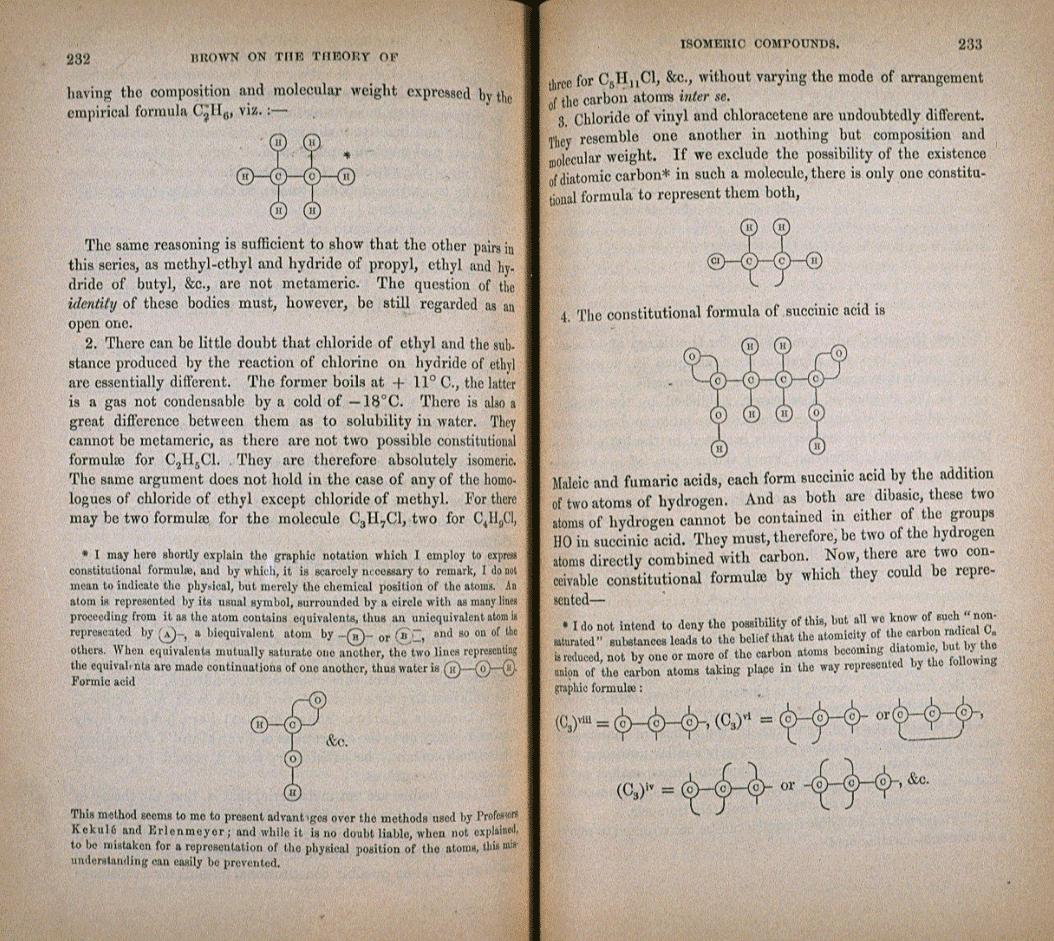
Extrait d'une étude publiée dans le Journal of the Chemical Society of London, par Alexander Crum Brown (1865)

La Chemical Society était une société scientifique britannique. 

## Histoire
Fondée en 1841 sous le nom de Société chimique de Londres (Chemical Society of London), ses objectifs étaient de débattre pour l'avancer des découvertes et observations scientifiques, principalement en chimie. Un compte-rendu était alors publié dans le Journal of the Chemical Society. 
En 1847, son importance est reconnue par une charte royale. De nombreux éminents chimistes y adhérent. En 1861, August Wilhelm von Hofmann en devient président. 
Ouverte à toutes personnes s’intéressant à la chimie, la société est exclusivement masculine jusqu'en 1919. Il faut en effet attendre une pétition de dix-neuf femmes chimistes demandant l'admission, en 1904, après l’obtention du premier doctorat féminin de chimie en Angleterre par Edith Humphrey pour que celle-ci soit admise. 
La société devient un éditeur majeur dans le domaine de la chimie avant de fusionner en 1980 avec la Royal Institute of Chemistry, la Faraday Society et la Society for Analytical Chemistry pour devenir la Royal Society of Chemistry. 